# Florian Lechner
Florian Lechner (Ellwangen, 3 marzo 1981) è un ex calciatore tedesco, di ruolo difensore.